# Виновный (фильм, 1947)
«Виновный» (англ. The Guilty) — фильм нуар режиссёра Джона Рейнхардта, который вышел на экраны в 1947 году.
Фильм поставлен по рассказу Корнелла Вулрича (который он опубликовал под псевдонимом Уильям Айриш) «Он выглядел как убийство» (другое название — «Двое парней в меблированной комнате»), который был опубликован в сборнике The Dancing Detective в 1946 году.
Фильм рассказывает о ветеране войны Майке Карре (Дон Касл), который влюбляется в девушку по имени Эстель (Бонита Гренвилл). В порыве безумной ревности Майк хочет её убить, однако по ошибке убивает её сестру-близнеца Линду, девушку своего боевого товарища Джонни Диксона (Уолли Касселл), на которого и падает подозрение в убийстве.
Продюсером фильма был нефтяной магнат Джек Рэтер, который в том же году женился на исполнительнице главной роли Боните Гранвилл, после чего они несколько лет совместно работали в кино, а затем продюсировали успешный телесериал «Лесси» (1959-73).

## Сюжет
Однажды тёмным вечером в Нью-Йорке Майк Карр (Дон Касл) заходит в бар Тима Макгиннисса (Томас Е. Джексон) для встречи со своей знакомой Эстель Митчелл (Бонита Гренвилл), которую не видел с того времени, как её сестра-близнец по имени Линда была убита шесть месяцев назад. После того, как история попала в газеты, Майк решил на время уехать. В ожидании Эстель Майк рассказывает Тиму об обстоятельствах гибели Линды:
В то время Майк жил в доме по соседству с баром, деля квартиру со своим бывшим боевым товарищем Джонни Диксоном (Уолли Касселл), который после ранения в голову страдал от периодических нервных приступов. Майк хорошо устраивается на работе и учится в вечерней школе, рассчитывая сделать успешную карьеру. Однако Джонни из-за своего заболевания не может удержаться ни на одной работе, много пьёт и спускает деньги на женщин. Он заводит роман с молодой красавицей Эстель, однако вскоре знакомится с её более доброй по характеру сестрой-близнецом Линдой. Дома у Линды возникает спор с Эстель по поводу Джонни, в котором каждая из сестёр заявляет на него свои права, и в итоге Линда заявляет, что Эстель получит Джонни лишь через её труп. Тем временем Джонни просит Майка встретить Эстель, которая идёт к нему домой, и отвлечь её, сводив в бар Макгинниса, пока он бы мог пообщаться наедине с Линдой. Майк останавливает Эстель у дверей дома, неожиданно грубо хватая её за руку и обвиняя в том, что Джонни купил ей дорогой браслет. Она отвечает, что у неё с Джонни всё закончено, и у него теперь отношения с Линдой, после чего начинает заигрывать с Майком, который страстно целует её в губы. Они заходят в бар Макгиннисса, где Эстель сразу же направляется к телефон-автомату. Связавшись с Джонни, у которого в этот момент находится рыдающая Линда, Эстель договаривается о встрече с ним через час. Майк провожает Эстель до дверей бара, где она говорит ему, что ей надо домой. Прогуляв после этого три часа по улицам, Майк возвращается домой. Джонни говорит ему, что Эстель у него так и не появилась, и что у него с ней всё закончено. Они договариваются, что теперь Джонни будет встречаться с Линдой, а Майк — с Эстель. После этого Джонни уходит в бар Макгиннисса на свидание с Линдой. Среди ночи Майка будит звонок от Эстель, которая звонит по просьбе матери, сообщая, что Линда до сих пор не вернулась домой. Вскоре Джонни возвращается домой, однако не может сказать, где он был и что делал. Услышав сирену подъезжающей полицейской машины, встревоженный Джонни умоляет Майка подтвердить его алиби, что он якобы был свидетелем того, как Линда уехала от их дома на такси. На самом деле, по словам Джонни, он не встречался с Линдой вечером после их ссоры из-за Эстель, когда она выбежала из квартиры, порвав плащ. Появившийся вскоре офицер полиции замечает на полу их квартиры пряжку от плаща Линды, однако выяснив у Джонни, что Линда давно уехала на такси, уходит. У Джонни начинается очередной приступ.
На следующий день, вернувшись с работы, Майк встречает в своей квартире детектива полиции Хеллера (Реджис Туми). Майк рассказывает, что вчера вечером видел, как девушка вышла из их дома и уехала на такси, а Джонни сказал, что это была Линда. Около дома к Майку подходит Джонни, уговаривая его пойти вместе с ним к миссис Митчелл, чтобы сказать ей, что ничего не делал Линде. При встрече разнервничавшаяся мать выгоняет Джонни из дома. Чтобы разобраться в этом деле, Майк приходит в бар, где выясняет, что Джонни вчера вечером прошёл сразу в туалетную комнату, после чего ушёл и больше не появлялся. Зайдя в туалет, Майк находит за окном выброшенную пряжку от плаща Линды, от которой, видимо, избавился Джонни. В баре Майк встречается с Эстель и провожает её домой. У дверей её квартиры Майк спрашивает, куда она пошла, после того, как они расстались вчера вечером. Эстель утверждает, что сразу же пошла домой и с Джонни не встречалась. Когда Эстель тянется к нему, Майк хватает её за шею и страстно целует со словами, что хотел бы сломать ей шею. В этот момент к двери её квартиры подходят двое полицейских, которые принесли плащ Линды, после чего становится ясно, что она мертва. Джонни клянётся Майку, что не убивал Линду, а наоборот пытался объясниться ей в любви, но они поссорились из-за Эстель, после чего она вырвалась, оторвав пряжку, и убежала. Джонни просто попытался избавиться от этой пряжки в туалете бара. После заявления Майка, что Джонни мог убить Линду во время припадка, у того начинается очередной приступ. Когда к дму приближается Хеллер Майк отдаёт Джонни своё пальто и деньги, и помогает ему скрыться от полиции. Не найдя Джонни, Хеллер отводит Майка к миссис Митчелл, требуя, чтобы он рассказал матери о том, как Линда садилась в такси. Там они знакомятся с Алексом Тремхольтом (Джон Лител), который снимает у Митчеллов комнату с тех пор, когда сёстры были ещё маленькими. Майк рассказывает, что видел девушку на улице, которая свистом подозвала такси и уехала, на что миссис Митчелл заявляет, что Линда не умела свистеть. Чтобы убедить Майка выдать Джонни, Хеллер приглашает Майка в морг, где показывает ему тело Линды. Он рассказывает, что убийца, которым он считает Джонни, во время ссоры ударил её, а когда она побежала, догнал её, схватил за шею и начал душить. Решив, что убил её, Джонни потерял разум и ещё живую пытался затолкнуть в мусоропровод. Так как тело не проходило в проём, убийца попытался пропихнуть её силой, сломав ей шею, а когда не поучилось и это, затащил тело на крышу, где спрятал в бочке, засыпав гравием. На следующий день Майк встречает Эстель, поднимаясь с ней на крышу здания. Майк упрекает её в том, что со всеми своими связями она сделала из него дурака, и несмотря на её уверения в том, что она любит его, Майк утверждает, что она любит только себя. Когда Эстель тянется к нему, Майк едва не сбрасывает её с крыши, после чего страстно целует.
Три дня спустя Джонни связывается с Майком, после чего Майк встречается с Эстель, которая сознаётся в том, что в ночь убийства договорилась о встрече с Джонни, но он так и не пришёл. Во время встречи с Джонни Майк рассказывает ему об уликах против него, а когда Джонни достаёт пистолет, начинается драка, в ходе которой Майк бьёт его, а затем доставляет в свою квартиру. Там их ожидает Эстель вместе с Тремхольтом, который требует немедленно вызвать полицию. В этот момент Майк слышит, как женщина перед их домом свистом подзывает такси, и понимает, что в ночь убийства свистела именно она, а не Линда. Пока Майк это выясняет, Джонни отбирает у Тремхольта револьвер и снова убегает. Вскоре появляется Хеллер, который расспрашивает Майка, где тот был после расставания с Эстель в ночь убийства, на что Майк отвечает, что был расстроен подозрениями, что Эстель его обманывает с Джонни и другими парнями, и просто пошёл прогуляться, чтобы успокоить нервы. После этого Хеллер обращается к Тремхольту, заявляя, что тот давно и безответно влюблён в Эстель. Майк обращает внимание детектива на ногти Тремхольта, который подпилил их, чтобы устранить следы дёгтя, которым тот испачкался в то время, когда мог прятать тело убитой в бочку. Когда Тремхольт сознаётся в любви к Эстель, Хеллер задерживает его по подозрению в убийстве из ревности. По версии детектива, Тремхольт перепутал сестёр и вместо Эстель по ошибке убил Линду. После этого Майк срочно убегает к Джонни, чтобы сообщить тому, что с него сняты все обвинения, успевая как раз в тот момент, когда Джонни уже накинул на шею петлю и собирается повеситься.
Действие возвращается в настоящее время. Майк завершает свой рассказ, сообщая, что Джонни потом лечился некоторое время в госпитале, после чего устроился на работу, и теперь у него всё более или менее в порядке. Приходит Эстель, приглашая Майка в свою квартиру, однако он силой ведёт её в свой старый дом, где погибла Линда. Около подъезда Эстель даёт Майку пощёчину, роняя сумочку. Пока она собирает свои рассыпавшиеся вещи, Майк заходит в дом, где вслед за ним появляется Хеллер. Детектив рассказывает, что несколько дней назад уборщик в их доме нашёл шейный платок Линды, который зацепился за внутреннюю стенку мусоропровода, и на этом платке были обнаружены многочисленные отпечатки пальцев Майка. На основании этой улики Хеллер обвиняет Майка в том, что это он убил Линду, ошибочно приняв её за Эстель. Детектив сообщает, что Тремхольт был выпущен через несколько часов после ареста и теперь живёт в Детройте, а затем выводит Майка по лестнице, сажая его в полицейскую машину. Закадровым голосом Майк говорит: «Линда мертва, а Эстель жива из-за моей смертельной ревности. Впрочем, кто захочет смотреть на эту девушку остаток своей жизни, чтобы каждый раз вспоминать об убийстве».

## В ролях
- Бонита Гренвилл — Эстель Митчелл / Линда Митчелл
- Дон Касл — Майк Карр
- Реджис Туми — детектив Хеллер
- Джон Лител — Алекс Тремхольт
- Уолли Касселл — Джонни Диксон

## Создатели фильма и исполнители главных ролей
По информации Американского института киноискусства, этот фильм «стал первым опытом продюсерской работы техасского нефтяника, а впоследствии кино- и телепродюсера Джека Рэтера-младшего. Его компания Jack Wrather Productions до 1958 года произвела ещё шесть фильмов, в двух из которых главные роли сыграла Бонита Гренвилл, которая стала второй женой и бизнес-партнёром Рэтера. В 1956 году Рэтер купил популярный телесериал CBS „Лесси“, который шёл на экране на протяжении двадцати лет». Австрийский актёр, сценарист и режиссёр Джон Рейнхардт начал работу в Голливуде в конце 1920-х годов. Как режиссёр в период с 1934 по 1952 год он поставил 20 фильмов как в США, так и в Европе, среди них четыре фильма нуар «Виновный» (1947), «Прилив» (1947, с участием Касла и Туми), «За тебя я умираю» (1947) и «Звонок из Чикаго» (1951). Бонита Гренвилл дебютировала в кино в 9-летнем возрасте в мелодраме «Проход на Запад» (1933), а в 1937 году была номинирована на Оскар за роль второго плана в школьной мелодраме «Эти трое» (1936), став самой молодой оскаровской номинанткой в истории. В 1938-39 годах она сыграла девушку-детектива Нэнси Дрю в четырёх успешных картинах. Гренвилл также сыграла в двух фильмах нуар — «Стеклянный ключ» (1942) и «Саспенс» (1946), а в 1947 году вышла замуж за продюсера Джека Рэтера. С 1950 года она фактически перестала сниматься в кино, работая на телевидении как актриса и как продюсер сериала «Лесси» (1959-73). Дон Касл в середине 1940-х годов сыграл несколько главных ролей в низкобюджетных фильмах нуар «Невидимая стена» (1947), «Розы красные» (1947), «Я бы не хотел оказаться в твоей шкуре» (1948) и «Мадонна пустыни» (1948). Во время съёмок этого фильма Касл близко сошёлся с Гренвилл и Рэтером. В 1947 году вместе с ними он сделал ещё один фильм, комедию «Разбогатеть» (1947). В 1950 году актёрская работа Касла фактически завершилась, а после длительного перерыва в 1960-62 годах он снова стал работать с Гренвилл в качестве помощника продюсера телесериала «Лесси». Уолли Касселл начал кинокарьеру в 1942 году, в дальнейшем сыграв небольшие и эпизодические роли во многих картинах, среди них фильмы нуар «Почтальон всегда звонит дважды» (1946), «Сайгон» (1948), «Белое каление» (1949), «Зыбучий песок» (1950), «Шоссе 301» (1950), «Город, который никогда не спит» (1953) и других. Реджис Туми за свою карьеру сыграл почти в 200 фильмах, среди них такие нуары, как «Леди-призрак» (1944), «Заворожённый» (1945), «Странная иллюзия» (1945), «Большой сон» (1946), «Прилив» (1947), «Грязная сделка» (1948), «Я бы не хотел оказаться в твоей шкуре» (1948) и «Крик об опасности» (1951).

## История создания фильма
Как пишет историк кино Артур Лайонс, в 1937-39 годах кинокомпания Monogram Pictures стала всё в большей степени обращаться к криминальным темам с такими картинами, как «Пронумерованная женщина» (1937), «Женщина-беглец» (1938), «Я преступник» (1938), «Бандитские пули» (1938) и «Кодекс заключённого» (1939), которые предварили переход компании к фильмам нуар шесть лет спустя. В 1944 году Monogram создала свой первый и один из своих лучших нуаров, «Когда незнакомцы женятся» с Дином Джаггером, Ким Хантер и очень молодым Робертом Митчемом в роли убийцы-социопата. Как полагает Лайонс, «студия, вероятно, влюбилась в творчество Корнелла Вулрича, так как значительное число её нуаровых картин были основаны на потере памяти, связанной с наркотиками или алкоголем, среди них „Козёл отпущения“ (1947), „Виновный“ (1947) и „Я бы не хотел оказаться в твоей шкуре“ (1948) . По информации Джеффа Майера, в 1947 году Monogram выпустила три низкобюджетных фильма нуар по произведениям Вулрича. Фильм „Козёл отпущения“ был основан на рассказе „Кокаин“, опубликованном в журнале Black Mask, „Виновный“ был основан на рассказе „Он выглядел как убийство“ из журнала Detective Fiction Weekly, а „Страх в ночи“ был основан на рассказе „И так смерть“ из журнала Argosy. При этом, по мнению Джеффа Майера, „два первых фильма были дешёвой продукцией, который отличались низкими производственными качествами — скудными декорациями, незамысловатой структурой и постановкой света, а также поверхностной актёрской игрой“ . Вместе с тем, по мнению киноведа Эндрю Дикоса, во второй половине 1940-х годов многие „бедные киностудии“ смогли умело воспользоваться своей художественной свободой», создав серию коротких, стильных и экономичных нуаров, среди которых можно отметить «Страх» (1946) и «Виновный» (1947) на студии Monogram, «Ночной редактор» (1946) — на Columbia, «Самозванец» (1947) — на Republic Pictures, «Дьявол едет автостопом» (1947) — на RKO, «Раздавленный!» (1947) — на Producers’ Releasing Corporation и «Зыбучий песок» (1950) — на United Artists.

## Оценка фильм критикой
После выхода на экраны этот фильм не привлёк особого интереса со стороны критики. Современные специалисты дают фильму в основном сдержанную оценку, при этом обращая внимание то, что, несмотря на некоторые недостатки, ему удалось перенести на экран дух произведения Корнелла Вулрича. В частности, по мнению историка кино Боба Порфирио, «чтобы сделать убедительный фильм по замысловатому сюжету рассказа Вулрича, требуется значительно больший бюджет. Однако, несмотря на плохую актёрскую игру и неинтересную операторскую работу, присущая произведению Вулрича тревожная и беспокойная атмосфера в фильме сохранена. Особенно это верно в неожиданном финале, когда предположительно невиновный герой Майк оказывается виновным. Такой ироничный поворот является фирменным приёмом Вулрича и типичным ходом для фильмов нуар». Спенсер Селби назвал картину «умело выполненным низкобюджетным этюдом сурового городского нуарового пейзажа, в котором любовь сестёр-близнецов к одному мужчине приводит к убийству». Майкл Кини оценил картину как «заурядный детектив» с Бонитой Грэнвилл в роли двух близнецов, «девушки свободных нравов» и «порядочной девушки», одну их которых убивают. Деннис Шварц отмечает, что «Джон Рейнхардт экономично ставит этот живой криминальный триллер по сценарию Роберта Р. Преснелла-старшего». Как считает Шварц, «неожиданное окончание фильма вряд ли убедительно, его содержание — вряд ли оригинально (в частности, фильм „Тёмное зеркало“ (1946) Роберта Сиодмака уже обыгрывал сюжет с идентичными близнецами, но на более высоком уровне), а актёрская игра довольно скованна. Тем не менее, этот дешёвый фильм студии Monogram интересен своими сюжетными поворотами и довольно увлекателен, следуя за тёмной стороной главных персонажей в точном соответствии с правилами фильма нуар». Дикос отмечает, что в этом фильме, как и в таких картинах, как «Незнакомец на третьем этаже» (1940), «Страх в ночи» (1947) и «Синяя гардения» (1953), «через экспрессионистские кошмары и галлюциногенные флэшбеки мы видим потерявших память людей, которые попадают в кошмарную ловушку, считая себя виновными в убийстве. Все эти персонажи живут в мрачной неизвестности, связанной с потерей памяти, что превращает их в лёгких пешек в руках тех, кто будет их использовать. Поиск ими самоидентификации часто питает эту неизвестность ужасом подозрения в страшной вине».